# Як-38
Як-38 (за класифікацією МО США і НАТО: Forger) — радянський палубний штурмовик, перший в СРСР серійний літак вертикального злету та приземлення. При його будівництві був використаний досвід, отриманий при розробці і випробуваннях дослідного літака Як-36. Літак був оснащений одним підйомно-маршовим двигуном Р-28 і двома підйомними двигунами РД-38, розташованими за кабіною пілота. Також на ньому була встановлена унікальна система автоматичного катапультування пілота при аварійних ситуаціях (зокрема, при відмові двигунів або струминного управління) на малих швидкостях і режимі висіння.
Всього було побудовано 231 літак Як-38 різних модифікацій в 1974—1989 роках. Серійний випуск машин здійснювався на Саратовському авіазаводі. Літак базувався на авіаносних крейсерах проєкту 1143 («Київ», «Мінськ», «Новоросійськ», «Баку»).

## Історія проєкту
Західні військові вважали радянський літак Як-38 аналогом створеного раніше (1960 р.) британського прототипу Hawker P.1127 та його вдосконаленої моделі, серійного літака Harrier Jump Jet (1966 р.), за що нагородили його зневажливим епітетом англ. Forger («Фальшувальник»).
Створенню Як-38 передували роботи над ЛВЗП Як-36, який здійснив перший політ в 1964 році. Перша посадка двох літаків Як-36М на ТАвКр «Київ» відбулася 18 травня 1975 року. Серійний літак № 0201 пілотував льотчик випробувач ЛВІ МАП О. Г. Кононенко, а дослідний № 04 — льотчик випробувач НДІ ВПС полковник В. П. Хомяков. 20 травня Олег Кононенко продемонстрував у повітрі можливості Як-36М міністру оборони А. А. Гречко і головкому ВМФ С. Г. Горшкову. Як-38 (спочатку носив ім'я Як-36М) вперше піднявся в повітря в 1970 році.
17 жовтня 1983 «Новоросійськ» на чолі загону кораблів вийшов з Кольської затоки, у важких умовах пройшов чотири океани, відвідав ряд держав і 27 лютого 1984 року, прибув до Владивостока, пройшовши 20 тисяч миль. За час походу Як-38 і Як-38У здійснили близько 600 польотів із загальним нальотом близько 300 год, у тому числі 120 злетів з коротким стартом. По завершенню походу Чурилову було присвоєно звання Героя Радянського Союзу.
В Саках тривало планове перенавчання стройових льотчиків, а згодом і підготовка випускників авіаційних училищ, якими стали комплектуватися корабельні полки. До кінця 1978 року, для польотів з корабля було підготовлено близько 60 осіб. Велику роль у цьому зіграв начальник відділу бойової підготовки корабельної авіації полковник М. І. Корж, льотчики-інструктори Ф. Г. Матковський, Г. Л. Ковальов, В. І. Купу, В. Ф. Саранін, В. М. Світоч, В. М. Погорєлов та старший льотчик-інспектор авіації ВМФ Ю. Н. Козлов.
Наступником Матковського після його загибелі став Г. Л. Ковальов, який виніс на своїх плечах основний тягар організації польотів з ТАКР «Київ», «Мінськ» і «Новоросійськ». 13 березня 1978 року, Ковальов першим з льотчиків корабельної штурмової авіації на внутрішньому рейді Севастополя виконав вночі політ на ЛВЗП на важкий авіанесучий крейсер «Київ». Ковальов також був першим зі стройових льотчиків, хто виконав зліт з короткого розбігу з аеродрому Саки (3 грудня 1979 року).
У 1985 році, був створений покращений варіант Як-38М, споряджений двома підкриловими ПТБ і вдосконаленим озброєнням (ефективність у порівнянні з Як-38 зросла на 15-20 %). Велася розробка багатоцільового літака Як-39 для використання як палубного винищувача-перехоплювача і штурмовика, що має збільшену площу крила, паливні баки більшої ємності, бортову багатофункціональну РЛС, вдосконалену БРЕО й озброєння, однак цей проєкт реалізований не був.
У 1980 році, чотири Як-38 у випробувальних цілях направили до Афганістану, де вони діяли з обмежених майданчиків в умовах високогір'я. Один літак був втрачений за небойової причини.
У цілому проєкт виявився невдалим, інтерес військових моряків до Як-38 був нетривалим. Літак мав слабку тягоозброєність, в південних широтах при високій температурі і вологості він часто мав проблеми зі злетом і мав украй невеликий радіус дії. До кінця 1980-х випуск Як-38 було припинено, вони були перебазовані на наземні аеродроми, а потім виведені із складу збройних сил.
У 1991 році, через моральне і технічне старіння ці літаки були зняті з озброєння ВМФ і передані на бази зберігання. Також було виключено зі складу флоту авіаносці «Київ», «Мінськ», «Новоросійськ».

## Перспективні аспекти програми Як-38
Розмах підготовки льотних кадрів свідчив про намір значно розширити область бойового застосування Як-38, наприклад, використовувати його для безпосередньої підтримки сухопутних військ. Здатність до ВЗП давала штурмовики унікальну можливість діяти чи не з бойових порядків піхоти, базуючись, скажімо, на причепі автомобіля. З 25 липня по 1 серпня 1980 Кононенко в 10 польотах справив оцінку можливості вертикального злету і посадки літака на пересувну злітно-посадкову платформу (ПВППл) розміром 10×15 м, змонтовану на трейлері з розкладними за допомогою гідравліки панелями. Висота платформи над землею становила 1, 2 м. Перед польотами літак сер. No.0803 (борт «21») обладнали газовідбиваючими ребрами в районі повітрязабірників ПД і оптичним пристроєм, призначеним для контролю його положення щодо посадкового майданчика. Польоти виконувалися з «навісними захисними пристроями» на повітрязабірниках ПД і ПМД.

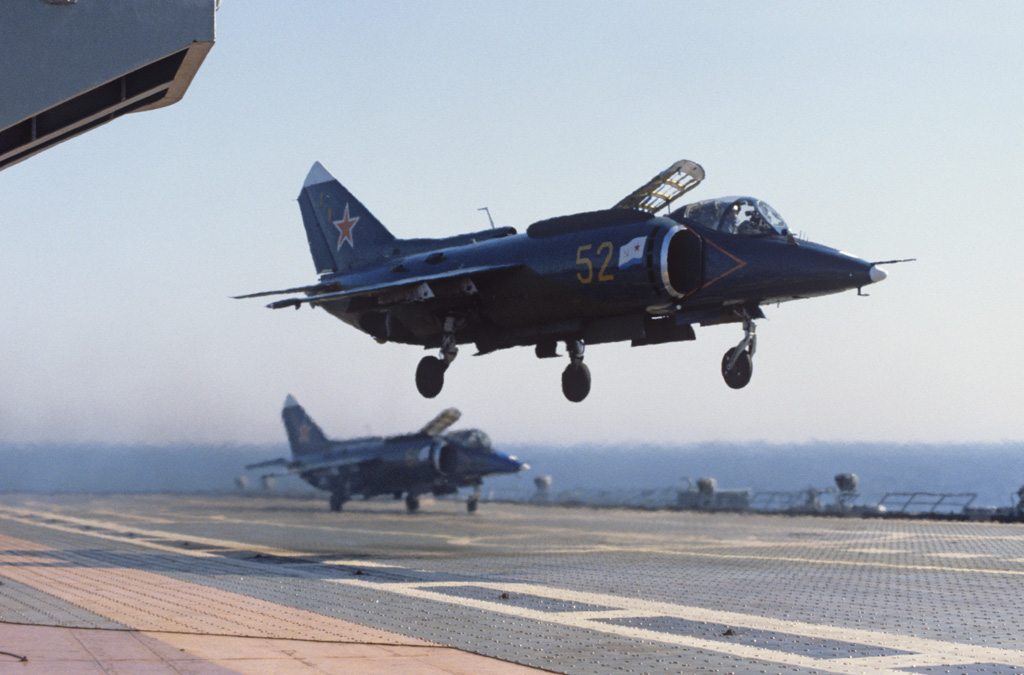
1 вересня 1984 року

Привабливі перспективи відкривала також теоретична можливість експлуатації Як-38 не тільки з авіанесучих крейсерів, але і з цивільних суден — контейнеровозів і суховантажів. З метою перевірки практичного здійсненності цієї ідеї у вересні 1983 за наказом Головкому ВМФ льотчики стройової частини авіації ВМФ вперше в СРСР здійснили посадку військових літаків на цивільне судно — теплохід «Агостіньо Нето» типу «РО-РО». Першим здійснив посадку 14 вересня 1983 старший льотчик-інспектор полковник Ю. М. Козлов, який за це отримав від капітана теплохода А. Латишева пам'ятний адресу. За ним здійснили посадку полковник Г. Л. Ковальов, підполковники В. І. Купу і В. М. Погорєлов. До 29 вересня було виконано 20 польотів. Державні випробування (18 польотів) провели В. В. Васенко і О. І. Яковенко з контейнеровоза «Микола Черкасов».
Вони показали, що посадка на судно такого типу дуже складна через обмеженість можливих траєкторій заходу. Великі проблеми також викликала тіснота оточуючих судновими конструкціями майданчика (18х24 м), виділеної для посадки ЛВЗП. Проте сама ідея не була відкинута, і надалі не заперечувалася можливість використання цивільних суден як «міні-авіаносців».

## Закриття програми
Крапку в кар'єрі Як-38 поставив розпад СРСР і найглибша економічна криза. Без відповідного контролю з боку виробника ресурс багатьох літаків швидко вичерпався, і більшість їх осіло на наземних авіабазах. Саратовський авіазавод не зміг вирішити проблему постачання необхідних запчастин. У результаті були Як-38 достроково зняті з озброєння і поставлені на консервацію. Схожі причини призвели до виведення зі складу ВМФ крейсерів «Київ», «Мінськ» і «Новоросійськ».
Тим не менш, деякі автори стверджують, що все це відбулося з-за низької якості Як-38, зазвичай посилаючись на його обмежені ударні можливості. Безперечно, за бойовою ефективністю він поступався палубним літакам звичайного злету і посадки, але покладені на нього завдання виконував цілком задовільно.
На жаль, важливою особливістю як радянських, так і західних ЛВЗП є складність їх пілотування і перенавчання льотного складу, через що льотчики стройових частин при їх освоєнні стикалися зі значними труднощами. Іншою причиною, яка впливала на безпеку зазначених літаків, була напруженість роботи їх конструкції, що часто піддавалися впливу вібрації і високих температур. Виходячи з цього, в ОКБ А. С. Яковлєва розробили комплексну систему аварійного покидання Як-38, яка не мала аналогів за кордоном. Завдяки її надійній роботі всі 31 випадок катапультування, у тому числі 18 — автоматичного, що мали місце при експлуатації, закінчилися для льотчиків вдало. У розробці та випробуванні системи брали активну участь: К. В. Синельщиков, А. Л. Турбін, Є. П. Голубков, В. П. Свєтозарська, Ю. А. Винокур, Є. А. Афріканов, А. Л. Павленко, В. В. Карелін та інші.

## Значимість програми Як-38
Корабельний штурмовик Як-38 був єдиним в СРСР палубним бойовим літаком вертикального злету і посадки. Він базувався на радянських авіанесучих крейсерах, які всі, без винятку, були побудовані в Україні на Миколаївському суднобудівному заводі.
Як-38 мав двигун з поворотними соплами, які в режимі вертикально старту і посадки поверталися вниз, і ще два спеціальних підйомних двигуна. Ця перша конструкція виявилася не дуже вдалою. Її льотно-тактичні характеристики були невисокими, поступалися західним суперникам, а сам літак вийшов недостатньо надійним: з 231 побудованих машин 48 зазнало аварій та катастроф, тобто кожна п'ята. Тому літак досить швидко, вже на початку 90-х років, був знятий з озброєння.
Втім, завдяки цьому досвіду експлуатації, було створено літак Як-141.